# Гец Назар Романович
Наза́р Рома́нович Ге́ц (1982—2024) — український військовослужбовець, учасник російсько-української війни.

## Життєпис
Народився 6 лютого 1982 року у Львові, після закінчення школи навчався у Львівському вищому професійному політехнічному училищі.
Після закінчення навчання проходив військову службу у Самборі. Після чого працював на Львівському ламповому заводі.
Після початку повномасштабного вторгнення захищав Україну у лавах 33 ОМБр.
Загинув 9 квітня 2024 року.

## Нагороди
- Орден «За мужність» III ступеня[3].